# Parafia św. Marcina w Pisarzowicach
Parafia pod wezwaniem Świętego Marcina w Pisarzowicach – parafia rzymskokatolicka znajdująca się w Pisarzowicach. Należy do dekanatu Wilamowice diecezji bielsko-żywieckiej. 
Została wzmiankowana w spisie świętopietrza parafii dekanatu Oświęcim diecezji krakowskiej z 1326 pod nazwą Villascriptoris. Łacińska forma zapisu dominowała również w kolejnych spisach świętopietrza z roku 1335 i z lat 1346–1358 (Villa Scriptoris).
Oprócz Pisarzowic obejmowała również Hecznarowice, które utworzyły własną parafię św. Urbana w 1911. Obecny kościół parafialny konsekrował w 1973 ówczesny metropolita krakowski – Karol Wojtyła.